# Линдсей, Вейчел
Николас Вейчел Линдсей (10 ноября 1879[…], Спрингфилд — 5 декабря 1931[…], Спрингфилд) — американский поэт.
В юности начал путешествовать по стране и, пытаясь возродить поэзию как форму устного творчества простых людей, декламировал свои стихи в обмен на еду и пристанище[стиль]. Впервые получил широкое признание за книгу «Генерал Уильям Бут отправляется на небо» (1913), посвященную основателю Армии Спасения.
Его стихи отличает выразительная метрика, яркая образность и смелые рифмы. Они являются выражением его пламенного патриотизма, стремления к прогрессивной демократии и романтического видения природы. Его сборники включают «Рифмы, которые будут проданы за хлеб» (1912), «Конго» (1914) и «Китайский соловей» (1917). Ему принадлежит открытие творчества Л. Хьюза. На почве финансовых трудностей и депрессии совершил самоубийство, выпив яд.
В 1920 году был избран членом Американской академии искусств и литературы.